# Vrhačovití
Vrhačovití (Deinopidae) jsou čeleď kribelátních pavouků, již poprvé popsal Carl Ludwig Koch roku 1850. Jde o pavouky podlouhlého těla, dosahují velikosti 6 až 20 mm. Mají osm očí ve třech řadách. Svou kořist lapají do sítě, již v klidu přidržují předními kráčivými končetinami. Tyto neobvyklé sítě mohou při natažení dosáhnout dvojnásobku až trojnásobku své původní velikosti a pavouk je po kořisti aktivně vrhá.
Nejznámějším rodem z této čeledi jsou pavouci rodu Deinopis. Jde o noční lovce, jejichž zadní střední oči jsou natolik velké, že se může na první pohled zdát, že pavouk má oči pouze dvě. Vrhači rodu Deinopis se vyznačují dobrým nočním viděním, což jim umožňuje detekovat přítomnost kořisti i za špatných světelných podmínek. Oči těchto pavouků jsou schopny pohlcovat dostupné světlo efektivněji než oči koček a sov, ačkoli neobsahují odrazivou vrstvu tapetum lucidum; místo toho se v nich každou noc vytvoří membrána citlivá na světlo, která za úsvitu zase rychle zaniká.
Vrhačovití se vyskytují v tropech po celém světě od Austrálie po Afriku a Ameriku. Dělí se do tří rodů:
- Asianopis Lin & Li, 2020 – Asie
- Deinopis Macleay, 1839 – všechny kontinenty vyjma Evropy a Antarktidy
- Menneus Simon, 1876 – Afrika, Austrálie